# Episodi di Home Movies (seconda stagione)
La seconda stagione della serie televisiva Home Movies, composta da 13 episodi, è stata trasmessa negli Stati Uniti, da Adult Swim, dal 6 gennaio al 31 marzo 2002.
In Italia la stagione è inedita.
| nº | Titolo originale      | Prima TV USA     |
| -- | --------------------- | ---------------- |
| 1  | Politics              | 6 gennaio 2002   |
| 2  | Identifying a Body    | 13 gennaio 2002  |
| 3  | Hiatus                | 20 gennaio 2002  |
| 4  | Business and Pleasure | 27 gennaio 2002  |
| 5  | The Party             | 3 febbraio 2002  |
| 6  | Impressions           | 10 febbraio 2002 |
| 7  | Dad                   | 17 febbraio 2002 |
| 8  | Therapy               | 24 febbraio 2002 |
| 9  | Class Trip            | 3 marzo 2002     |
| 10 | History               | 10 marzo 2002    |
| 11 | Writer's Block        | 17 marzo 2002    |
| 12 | Pizza Club            | 24 marzo 2002    |
| 13 | The Wedding           | 31 marzo 2002    |

## Politics
- Titolo originale: Politics
- Diretto da: Loren Bouchard
- Scritto da: Brendon Small e Bill Braudis

### Trama
Con il supporto di Shannon, il bullo della scuola, Brendon decide di candidarsi per diventare rappresentante di classe dopo il tre volte vincitore Therman. Brendon vince la gara ma vede Therman ferito, ingessato e con le stampelle. Brendon crede che Shannon abbia picchiato Therman e abbia truccato il ballottaggio, ma Brendon non agisce, riluttante sul fatto di portarlo in ufficio. Shannon intanto semina il caos nella scuola, vandalizzando e rubando le cose delle persone. Brendon decide di dimettersi dall'ufficio, ma più tardi scopre che Shannon non ha truccato i voti e che Therman si è semplicemente ferito. Nel frattempo, McGuirk diventa un comico di cabaret in un club chiamato Laugh, Damn It! (letteralmente Ridi, Cavolo!); le sue battute non fanno ridere e viene fischiato dalle persone. McGuirk finisce per ubriacarsi e Brendon lo trova in spiaggia.

## Identifying a Body
- Titolo originale: Identifying a Body
- Diretto da: Loren Bouchard
- Scritto da: Brendon Small e Bill Braudis

### Trama
Si avvicina la beneficenza annuale scolastica e Mr. Lynch spera di raccogliere più denaro rispetto a quello delle quinte elementari. Brendon riceve 50 $ da Paula, ma finisce per spenderli tutti per delle faccende del Coach McGuirk. McGuirk promette di ripagarlo con l'eredità dello zio morto, ma scopre che tutto ciò che gli è rimasto è una salsiccia sorprendentemente deliziosa. Brendon cerca di raccogliere più denaro possibile, ma viene derubato da un uomo e non fa niente perché crede che l'uomo sia cieco, anche se poi si rende conto che sta fingendo. Nel frattempo, Paula cerca di ottenere un aumento dal suo capo Arnold Lindenson, ma viene semplicemente derisa.

## Hiatus
- Titolo originale: Hiatus
- Diretto da: Loren Bouchard
- Scritto da: Brendon Small e Bill Braudis

### Trama
Il nuovo film di Brendon, Melissa e Jason è terribile e decidono di prendersi una pausa dal fare film. Brendon e Melissa non trovano niente da fare, ma Jason inizia a uscire con due ambigui ragazzi gay di nome Perry e Walter. Brendon decide di passare a casa di Dwayne per registrare alcune coreografie di danza, ma si innamora di Cynthia. Brendon fulmina accidentalmente Dwayne durante una performance e viene licenziato. Jason viene infastidito dalle chiacchiere perpetue di Walter e Perry e termina la sua amicizia con loro. Di nuovo riuniti, Brendon, Melissa e Jason decidono di non fare mai più una pausa. Nel frattempo, McGuirk pianifica un viaggio in Messico e invita il signor Lynch ad andare con lui. Lynch prova a insegnare lo spagnolo a McGuirk, ma lui non riesce a capirci niente. Quando vanno in Messico, Lynch si ubriaca in un bar e, dato che è l'unico a conoscere lo spagnolo, i due non riescono a trovare il loro hotel. Paula viene licenziata e il signor Lindenson fa del suo meglio per consolarla.

## Business and Pleasure
- Titolo originale: Business and Pleasure
- Diretto da: Loren Bouchard
- Scritto da: Brendon Small e Bill Braudis

### Trama
Durante le riprese del nuovo film, Jason continua ripetutamente ad andare in scena quando non è il suo turno. Jason invita Brendon a dormire a casa sua e Brendon accetta, solo se non parleranno di "affari". Nonostante ciò, Jason continua a coprire il suo piccolo ruolo nel nuovo film e Brendon torna a casa. Alle 4:00 Jason chiama Brendon e lo tiene sveglio tutta la notte. Il giorno dopo Brendon finisce per presentarsi in ritardo alle prove di calcio, facendo credere a McGuirk che sta facendo uso di droghe e cerca di intervenire con la squadra. Brendon riscrive la sceneggiatura più volte per compiacere Jason, ma adesso Melissa si sente esclusa e manipola Paula. Nel frattempo, Erik cerca di dare un nuovo lavoro a Paula e, dopo vari tentativi falliti, riesce a trovare un lavoro come programmatrice di computer. Alla fine Brendon riceve la parte più piccola nel film, con Jason e Melissa che ricevono i ruoli principali.

## The Party
- Titolo originale: The Party
- Diretto da: Loren Bouchard
- Scritto da: Brendon Small e Bill Braudis

### Trama
Il compleanno del compagno di classe Fenton Mewley si sta avvicinando e sua madre Trudy chiede a Brendon di creare un video in onore di quando hanno "stretto amicizia" dopo essere stati chiusi a scuola insieme. Brendon usa il video per filmarsi prendendo in giro Fenton, poiché non gli piace, ma quando va alla festa e trova Trudy felice nel vederlo, vuole cambiarlo immediatamente. Fenton si comporta in modo sconsiderato e scortese durante la festa, urlando a sua madre e rimproverando tutti per i loro regali mediocri. Brendon mostra un nuovo film, che è un filmato di Fenton che urla a tutti e si comporta come un marmocchio, il che porta Fenton a far arrabbiare Brendon e sua madre. McGuirk si presenta e urla a Fenton per il suo comportamento, incoraggiando Trudy a prendere il controllo di suo figlio, punendolo mentre decide di passare un po' di tempo con McGuirk. Durante tutta la festa, Jason inizia a consumare grandi quantità di soda e cibo spazzatura, facendo sì che Melissa si preoccupi della sua dipendenza da zucchero.

## Impressions
- Titolo originale: Impressions
- Diretto da: Loren Bouchard
- Scritto da: Brendon Small e Bill Braudis

### Trama
Mentre compone una colonna sonora per il suo nuovo film intitolato Starboy and the Captain of Outer Space, Brendon si innamora del coreografo di Scäb, Cynthia. Le chiede un appuntamento e vanno al country club dei genitori di Jason, convincendola che sia  di sua proprietà. Prova a ordinare panini per conto di Jason, ma il cameriere si rende conto della situazione e li butta fuori. Paula, nel frattempo, ha ansia perché deve sottoporsi ad un test di battitura per iscriversi ad un'agenzia di collocamento, il che consisterebbe semplicemente nel consegnare la copia del test durante il suo secondo esame. Sia lei che Brendon sono rimproverati dalle loro figure di autorità, culminando nel fatto che sono al telefono tra loro durante le discussioni. Nel frattempo, McGuirk chiama le donne presenti nel suo annuario, sperando di trovare un appuntamento. 

## Dad
- Titolo originale: Dad
- Diretto da: Loren Bouchard
- Scritto da: Brendon Small e Bill Braudis

### Trama
Brendon rincontra suo padre Andrew dopo un po' di tempo dal divorzio. I due vanno allo zoo per incontrare il fidanzato di Andrew, Linda, che è scortese e si lamenta costantemente. Brendon passa la notte nell'appartamento di suo padre e la mattina dopo, Linda urla ad Andrew per non averla svegliata per andare al lavoro. Paula invita la coppia a casa sua, dove Brendon mostra a suo padre il suo set cinematografico e gli permette di guardare il suo ultimo film in parallelo con la relazione di Andrew con Linda. Quando Brendon chiede a Linda se ha mai visto suo padre nudo, la coppia se ne va. Nel frattempo, McGuirk ottiene un fratellino di nome Eddie, il quale si rivela avere ritardi mentali ed è facilmente suscettibile, in particolare quando porta Eddie nella pratica del calcio. Eddie si trasferisce in Arizona e McGuirk ottiene un nuovo fratellino, questa volta delinquente.

## Therapy
- Titolo originale: Therapy
- Diretto da: Loren Bouchard
- Scritto da: Brendon Small e Bill Braudis

### Trama
Andrew, Linda e Brendon iniziano a frequentare la terapia per rafforzare la loro relazione disfunzionale. Durante una sessione, Brendon mostra al terapeuta il suo nuovo film su un re in contrazione che viene cospirato e il terapeuta opta che Brendon sia la causa della disfunzione a causa della sua frustrazione per il padre che si risposa. Brendon inizia a sapere che è attratto da Linda e che è davvero solo geloso del fatto che suo padre la sta sposando. Nella sessione successiva, Brendon agisce in modo passivo nei confronti di Linda e il terapeuta suggerisce che tutti agiscono con più calma verso le persone che li circondano. La tecnica aumenta ulteriormente la loro ostilità e li rende più facilmente agitabili, il che porta all'annullamento delle ulteriori sessioni.

## Class Trip
- Titolo originale: Class Trip
- Diretto da: Loren Bouchard
- Scritto da: Brendon Small e Bill Braudis

### Trama
I bambini sperano di scattare una foto in un hotel a cinque stelle che la loro classe sta visitando per una gita. Incontrano un problema quando si rendono conto che Paula li accompagnerà, quindi all'arrivo in hotel si allontanano in modo cauto dal resto della classe. Sono fortunati che l'attenzione di Paula e Mr. Lynch sia attratta da Alyson, un altro studente incline a sgattaiolare via. Durante le riprese di una scena in una stanza d'albergo per cui ottengono la chiave, arrivano due ospiti e sono costretti a fuggire. Nel frattempo, McGuirk deve trovare un lavoro secondario per risarcire i danni all'auto del preside dopo aver gettato una macchinetta del caffè difettosa fuori dalla finestra della sala dell'insegnante. Prova a lavorare in un fast food, tuttavia viene rifiutato a causa della sua fedina penale. Più tardi trova un lavoro in un bar a tema spaziale vicino all'hotel dopo aver mentito e riferito che si chiamasse "Brendon Small". Dall'hotel, i bambini corrono nel bar e sono sorpresi di vedere McGuirk. La classe porta i proprietari alla rivelazione della bugia di McGuirk e viene licenziato dal lavoro. Il gruppo torna a casa, tuttavia nel frattempo, Alyson viene rintracciato all'aeroporto.

## History
- Titolo originale: History
- Diretto da: Loren Bouchard
- Scritto da: Brendon Small e Bill Braudis

### Trama
Brendon va male in storia, tuttavia rimane sorpreso quando si rende conto che sta imparando indirettamente da McGuirk, senza che il suo allenatore sappia qualcosa di storia. Lynch suggerisce di ottenere un tutor dopo la scuola, ma non è sicuro perché si sta concentrando molto sui suoi film. Presto inizia a considerare se McGuirk sia la causa dei suoi voti negativi. McGuirk rimane colpito da quest'ultima affermazione e discutono. L'allenatore prova a dare alcuni consigli per l'ultimo test di Brendon, ma il bambino fallisce ancora. Nel frattempo, Brandon e gli altri girano un nuovo film di fantascienza intitolato Starboy and the Captain of Outer Space. Nel film, George Washington, Annie Oakley e Picasso, interpretati rispettivamente da Brendon, Melissa e Jason, progettano di distruggere la Terra con il malvagio gatto Mr. Pants (Dwayne) proveniente da Washington e di uccidere i loro ostaggi William Shakespeare (Walter), Oliver Twist (Perry) e la regina delle sirene (Junior Adelberg). Starboy e Capitano dello spazio cosmico, interpretati sempre da Brendon e Jason, si precipitano per fermarli e sconfiggere Mr. Pants complimentandosi con lui. Il gatto accende i cattivi e li scaglia nello spazio. Brendon mostra a Paula il film che ha realizzato, tuttavia lei è preoccupata più sulla sorte del test.

## Writer's Block
- Titolo originale: Writer's Block
- Diretto da: Loren Bouchard
- Scritto da: Brendon Small e Bill Braudis

### Trama
Un improvviso blocco dello scrittore minaccia la parte imminente di Brendon alla fiera dello scrittore della scuola. Dopo molti tentativi falliti di una sceneggiatura, lui e i bambini improvvisano la loro esibizione durante la fiera. Nel frattempo, McGuirk soffre di insonnia, quindi partecipa ad uno studio sull'insonnia in un'università. Alla fine vuole lasciare lo studio dopo aver realizzato che non la curerà, tuttavia impara che può usare i soldi per acquistare un nuovo lettore DVD. Dopo sette giorni, finalmente si addormenta e viene espulso dallo studio, proprio prima di poter ottenere i soldi di cui ha bisogno per acquistare il lettore DVD.

## Pizza Club
- Titolo originale: Pizza Club
- Diretto da: Loren Bouchard
- Scritto da: Brendon Small e Bill Braudis

### Trama
Brendon e suo padre formano un "Pizza Club", il che consiste semplicemente nel recarsi in un ristorante-pizzeria locale e parlare delle loro vite. McGuirk viene a conoscenza di ciò, prendendolo alla lettera e credendo di essere escluso da un club "esclusivo". Esprime apertamente il suo sconvolto a Brendon, e sebbene Brendon spieghi che non è proprio un club, l'allenatore non capisce e mostra il suo disgusto. Decide di formare il suo "Pizza Club" con Walter e Perry, ma presto si infastidisce e abbandona il club. Brendon e Andrew decidono finalmente di farlo entrare nel "club". Nel frattempo, Paula inizia a mostrare interesse nel far parte dei film dei bambini.

## The Wedding
- Titolo originale: The Wedding
- Diretto da: Loren Bouchard
- Scritto da: Brendon Small e Bill Braudis

### Trama
Il giorno del matrimonio di Linda e Andrew arriva finalmente con l'inclusione di diversi eventi problematici. Brendon sviluppa un'eruzione cutanea indotta dall'ansia e, anche se tenta di ignorarla, si diffonde in tutto il suo corpo. Il giorno del matrimonio, Jason e Melissa lo chiudono in una stanza fino a quando non si calma, ma diventa disorientato e prorompe nel mezzo della cerimonia, calmandosi successivamente. Anche Paula è stressata dal risposarsi del suo ex marito e diventa più agitata quando ordina accidentalmente alberelli invece di fiori per il matrimonio e quando scoprono che il matrimonio è stato prenotato due volte con un funerale. Nel frattempo, l'amica del college di Paula, Stephanie, ritorna per partecipare al matrimonio. Cerca di spogliarsi per McGuirk in una stanza vuota della cappella, sperando di sedurlo. McGuirk si sente a disagio per l'intera faccenda e corre fuori dalla stanza.